# Albert Kirrmann
Albert Kirrmann est un chimiste français né le 28 juin 1900 à Strasbourg et mort le 3 octobre 1974 dans le 14e arrondissement de Paris.

## Biographie
Albert Kirrmann était agrégé de sciences physiques, docteur ès sciences et ancien élève de l'École normale supérieure (promotion 1919). 
Il a été professeur titulaire de la chaire de théories chimiques de la Faculté des sciences de Paris et directeur adjoint de l'École normale supérieure. 
Il était président d'honneur de la Société chimique de France. Il a obtenu le prix des trois physiciens en 1970.
Pendant la guerre de 1939-1945, il a été déporté au camp de Buchenwald, après avoir été arrêté à Clermont-Ferrand avec plusieurs autres professeurs et étudiants strasbourgeois (rafle du 25 novembre 1943). Il formulera le serment de Kirrmann  : « résister moralement et physiquement en tant qu'intellectuels germanophone pour témoigner plus tard ». En 1947, il tiendra parole en publiant un livre : De l'Université aux camps de concentration - témoignage strasbourgeois.

## Publications
- Buchenwald, la Grande ville, 1947[3]
- Les laboratoires du block 50, 1947[3]
- Chimie organique 3, 1975.
- Chimie organique 2, 1975.
- Chimie organique 1, 1971.
- Chimie organique, 1958.
- Chimie organique, 1955.
- Les Fonctions hydroxylées, 1952.
- Chimie organique, 1951.
- Chimie organique III, 1950.
- Chimie organique I, 1947.
- Chimie organique II, 1947.
- Traité de chimie organique, tome XIX, 1942.
- Recherches sur les aldéhydes alpha-bromées et quelques-uns de leurs dérivés, 1929.
- La chimie d'hier et d'aujourd'hui, 1928.
- Recherches sur les aldéhydes alpha-bromées et quelques-uns de leurs dérivés, 1928.
- Pyrrole et composés pyrroliques, pigments tétrapyrroliques, noyaux pyrroliques complexes, indigo et colorants indigoïdes.

## Distinctions
- Officier de la Légion d'honneur par décret du 12 mai 1958[5].